# Вальдемар Кемпферт
Вальдемар Бернгард Кемпферт (англ. Waldemar Kaempffert; 23 вересня 1877, Нью-Йорк, Нью-Йорк, США — 27 листопада 1956, Нью-Йорк, Нью-Йорк, США) — американський науковий журналіст, популяризатор науки та директор музею. Кемпферт був редактором таких видань, як Scientific American, Popular Science Monthly та New York Times, а також писав статті з наукової тематики для багатьох інших видань.

## Життєпис
Вальдемар Бернгард Кемпферт народився 23 вересня 1877 в Нью-Йорку в Бернгарда та Джульєтти Кемпфертів, американців німецького походження. В 1897 році він закінчив, зі спеціалізацією в науці, нью-йоркський Сіті-Коледж, під час навчання в якому був обраний членом товариства Фі-Бета-Капа. У тому ж році Кемпферт почав працювати помічником редактора науково-популярного видання Scientific American. Паралельно Кемпферт вивчав право в Нью-Йоркському університеті. В 1903 році він отримав ступінь з права та був прийнятий до адвокатської колегії, але ніколи не був практикуючим юристом.
В 1911 році Кемпферт став головним редактором журналу Scientific American. Також в 1911 році вийшла ілюстрована книга Кемпферта «Нове мистецтво польоту» (англ. The New Art of Flying), в якій він простими словами пояснював принципи польоту літальних апаратів, розповідав про типи літальних апаратів, про двигуни та гвинти, а також розмірковував над тим, якими будуть літаки в майбутньому. Крім того, в 1911 році Кемпферт одружився з Керолін Лідією Йетон.
Редакція Scientific American відправила Кемпферта до Європи, зокрема, до Німеччини, вивчати іноземний досвід. В результаті в 1911—1912 роках Кемпферт написав серію статей про німецький досвід впровадження наукових методів у ведення бізнесу, наукових досліджень в промисловості, впровадження технологій тестування матеріалів та продуктів, утилізації відходів, надання соціальних гарантій для працівників, побудови соціального забезпечення на бізнес-принципах та підготовки кадрів для промисловості.
Кемпферт захоплювався Німеччиною та вважав її більш розвиненою та цивілізованою ніж Англія та Франція. В 1914 році він написав листа редактору New York Times, в якому зазначив: «Претензія нації на культурну першість полягає не в кількості її великих поетів чи художників, а в загальному добробуті її людей в цілому. Ніде в усій Німеччині ви не знайдете такої жахливої жорстокості лондонських чи ліверпульських нетрів… Є частини Лондона та Парижа настільки повністю віддані злочинцям, що поліцейський не ризикне самотужки зайти в їхні межі, щоб заарештувати злодія чи вбивцю. Жоден німецький муніципалітет не потерпить такого кварталу. Дійсно, німецьке муніципальне управління стало зразком для всього світу».
Будучи редактором Scientific American, Кемпферт писав і для інших видань: The Outlook, McClure's Magazine та Harper's Monthly.
В 1915 році Кемпферт став редактором науково-популярного видання Popular Science Monthly і залишався ним до 1920 року. Окрім редакційної роботи, Кемпферт також писав в цьому журналі авторські (іноді у співавторстві з іншими авторами) статті про автомобілі, сонячні електростанції, застосування літаків у бойових діях, літакобудування, експериментальні трансатлантичні польоти, використання парашутів в авіації, майбутнє авіації, водолазні костюми, бойові кораблі, реабілітацію інвалідів Першої світової війни, плани будівництва тунелю між Англією та Францією, технології в харчовій промисловості, та можливість людини дістатись до Місяця. Відмінною рисою статей Кемпферта було те, що вони були детально ілюстрованими.
Крім того, в 1917 році за редакцією Кемпферта вийшла книга «Книга сучасних чудес» (англ. The Book of Modern Marvels), в якій наукові публіцисти описали винаходи та технологічний розвиток в промисловості, спорті, аеронавігації, військовій справі, кінематографії та науці. Також в 1920 році за редакцією Кемпферта вийшла книга «Книга чудес Кольєра» (англ. Collier's Wonder Book), що являла собою збірник науково-популярних есе з астрономії, географії, геології, хімії, ботаніки та зоології, електрики, інженерії, психології, авіації, автомобілів та кораблів, вугілля та опалення, кінематографії, спорту, облаштування для осіб з особливими потребами, та загальнонаукових тем.
У 1920 році Кемпферт залишив редакторську роботу і протягом семи років працював у нью-йоркській інженерній фірмі «Лоґан, Лорд і Томас». Паралельно він продовжував писати статті на наукову тематику для різних видань. Зокрема, в 1922 році Кемпферт багато пише про радіо, його роль у суспільстві та фінансування радіотрансляції. В 1924 році за редакцією Кемпферт вийшла книга про американські винаходи — «Популярна історія американських винаходів» (англ. A popular history of American invention).
В 1927 році Адольф Окс, власник та видавник New York Times, найняв Кемпферта, щоб той писав передові статті з наукової тематики. Так Кемпферт став науковим редактором New York Times. В газеті він писав щотижневу колонку про актуальні дослідження, іноді писав редакторські статті з наукових тем, час від часу висвітлюючи конференції та інші події наукового світу. Берґер вважає, що, можливо, Кемпферт був першою людиною в складі газетної редакційної колегії, чия роль була присвячена виключно науці. В 1927-28 роки Кемпферт висвітлював в New York Times перший трансатлантичний телефонний дзвінок, винахід телевізійної системи Джоном Бердом, антарктичну експедицію Річарда Берда, спори щодо походження людини, зв'язок між випромінюванням зірок та теорією походження життя, концепції квантової теорії та інші теми. Статті Кемпферта в New York Times також були рясно ілюстрованими.

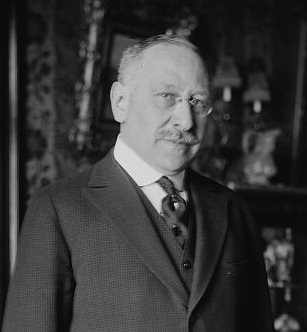
Американський бізнесмен та меценат Джуліус Розенвальд, 1918 рік

З 1928 по 1931 рік Кемпферт був директором Музею науки та промисловості в Чикаго.Американський бізнесмен Джуліус Розенвальд після візиту до Віденського технічного музею задумав створити подібний музей у Чикаго і гарантував, що виділить на музей 3 мільйони доларів впродовж двох років. Кемпферт був призначений першим директором музею. Майже одразу після призначення Кемпферт вирушив до Європи, щоб вивчити там промислові музеї. Зокрема, він відвідав Німецький музей у Мюнхені та Технічній музей у Відні, а також Музей науки в Лондоні. Кемпферт продовжував писати для New York Times. Зокрема, він написав статтю про Німецький музей, назвавши його «найбільшим музеєм епохи машин».

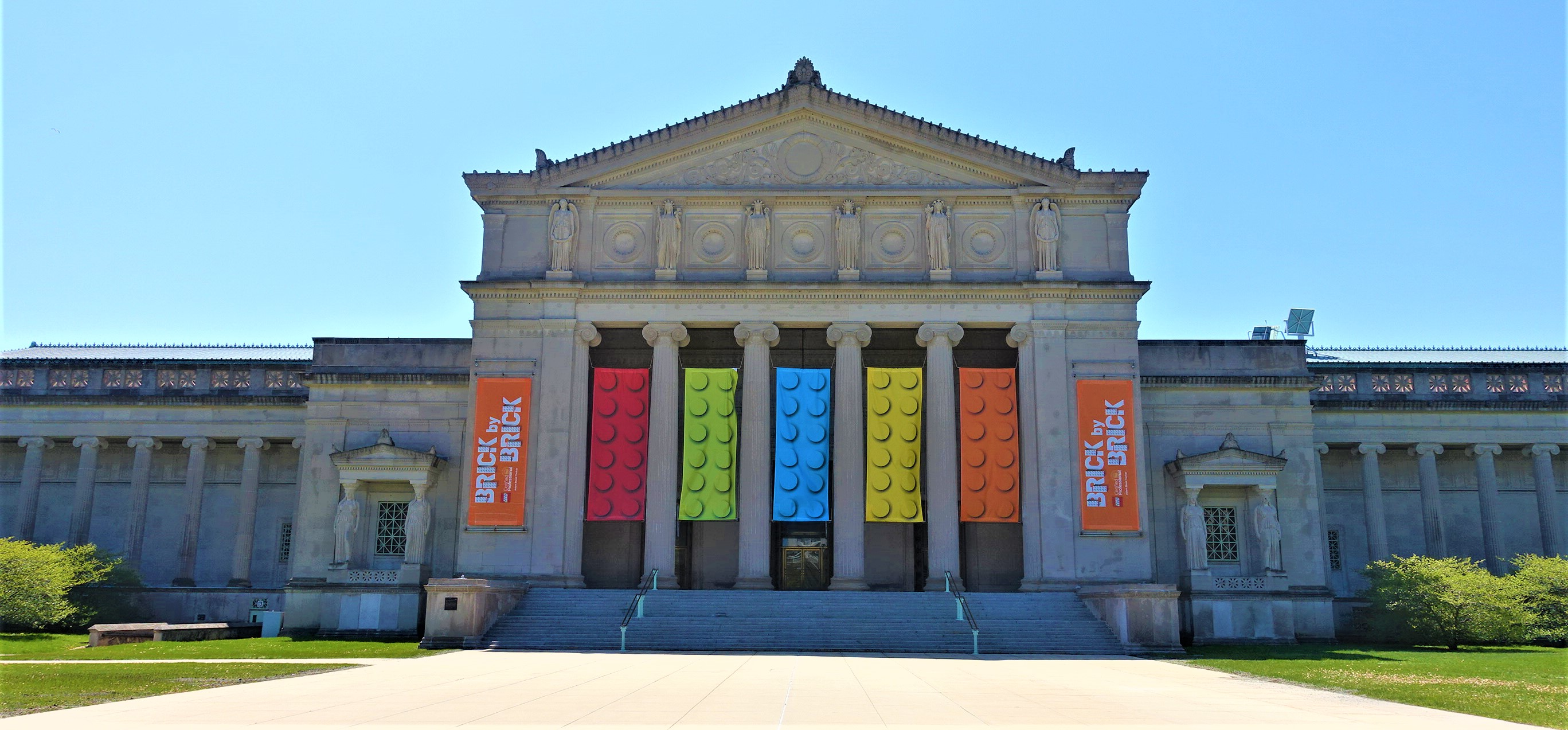
Чиказький Музей науки та промисловості. 2018 рік.

За задумом Кемпферта, музей мав бути поділений на сектори відповідно до його категоризації: фундаментальні науки, видобування та металургія, сільське господарство та лісництво, рушійна сила (наприклад, термодинаміка), транспорт/комунікації та цивільне будівництво. Кемпферт сподівався розташувати ці сектори в послідовності, яка б відображала логічний розвиток технологій крізь роки. Перед тим, як вирушити до Європи, він найняв кураторів для кожного з секторів, їхнім завданням було розробити виставки. Поки Кемпферт подорожував Європою, куратори подорожували США, відвідуючи музеї та зустрічаючись із представниками компаній, щоб обговорити, які експонати вони могли б надати для майбутнього музею. В 1930 році вже назбиралась значна кількість експонатів та поставало питання щодо їхнього зберігання. Кемпферт винаймав недорогі складські приміщення в Чикаго для зберігання експонатів.
Плани Кемпферта були грандіозними, і він не приділяв належної уваги фінансовій стороні справи. Тим часом, членів опікунської ради турбувало, що плани Кемпферта вимагали значних фінансових вливань. Так зростало напруження між президентом опікунської ради музею та Кемпфертом. В президента опікунської ради та Кемпферта були різні погляди на призначення до опікунської ради музею Джорджа Ренні, директора International Harvester, компанії-виробника сільськогосподарської техніки. Президент опікунської ради вважав, що в компанії Ренні була історія, технології та вплив. Для Кемпферта це призначення було проблематичним, оскільки директори International Harvester наполягали на тому, що саме їхня компанія винайшла сучасний сільськогосподарський трактор. Дослідження Кемпферта та його працівників показало, що це було неправдою. Однак, Кемпферт тоді не педалював це питання, і Ренні був призначений членом опікунської ради музею.
Наприкінці 1930 року розбіжності між президентом опікунської ради музею та Кемпфертом досягли апогею. Президент опікунської ради з метою підсилення контролю за витрачанням коштів поділив організацію музею на три відділи, — кураторський відділ, PR-відділ, та господарський відділ, та призначив адміністративних помічників до кожного з відділів. Формально адміністративні помічники були підзвітні Кемпферту, але з багатьох питань вони працювали з опікунською радою музею. Кемпферт це сприйняв як неналежне втручання з боку опікунської ради. На початку 1931 року Кемпферт приїхав до Нью-Йорка і спитав в керівництва New York Times, чи може він повернутись до своєї старої роботи в газеті. Отримавши позитивну відповідь, Кемпферт знову став науковим редактором газети.
В 1937 році Кемпферт був обраний президентом Національної асоціації наукових письменників.
Кемпферт займав посаду наукового редактора New York Times до своєї смерті. Він переніс інсульт та помер через 12 днів, 27 листопада 1956 року.

## Номінації та нагороди
В 1954 році він став першим науковим журналістом, який отримав премію Калинги Юнеско, яка присуджується за популяризацію науки. Він був номінований на отримання цієї премії Британською асоціацією наукових письменників. Крім того, в 1954 році Кемпферт отримав винагороду від Фонду Альберта та Мері Лескерів за внесок у висвітлення медичної справи.

## Особисте життя
Дружина Кемпферта Керолін померла в 1933 році. У них не було дітей.

## Вибрані праці Кемпферта

### Науково-популярні твори
- «Астрономія» (англ. Astronomy), 1909 — перший з 10-и томів серії «Наука — історія Всесвіту» (англ. The Science — History of the Universe)
- «Нове мистецтво польоту» (англ. The New Art of Flying), 1911– книга про літальні апарати
- «Відкриття нових фактів про папір: історія найбільшої лабораторії дослідження паперу» (англ. Discovering new facts about paper: the story of the greatest paper research laboratory), 1920 — брошура про папір
- «Азбука радіо» (англ. The ABC of Radio), 1922– брошура про радіо
- «Нові прибутки від простою» (англ. New profits from idle days), 1932 — брошура про цемент
- «Наука сьогодні та завтра» (в двох виданнях, опублікованих в 1939 та 1945 році) (англ. Science Today and Tomorrow)
- «Дослідження в науці» (англ. Explorations in Science), 1953
- «Різні застосування атома» (англ. The Many Uses of the Atom), 1956 — брошура про атом

### Художні твори
«Зразок, що зменшується» (англ. The Diminishing Draft) 1918 — оповідання, за мотивами якого знято французький фільм 1957 року «Кишенькова любов» (фр. Amour de poche)

## Позиція Кемпферта щодо деяких наукових теорій

### Теорія марсіанських каналів

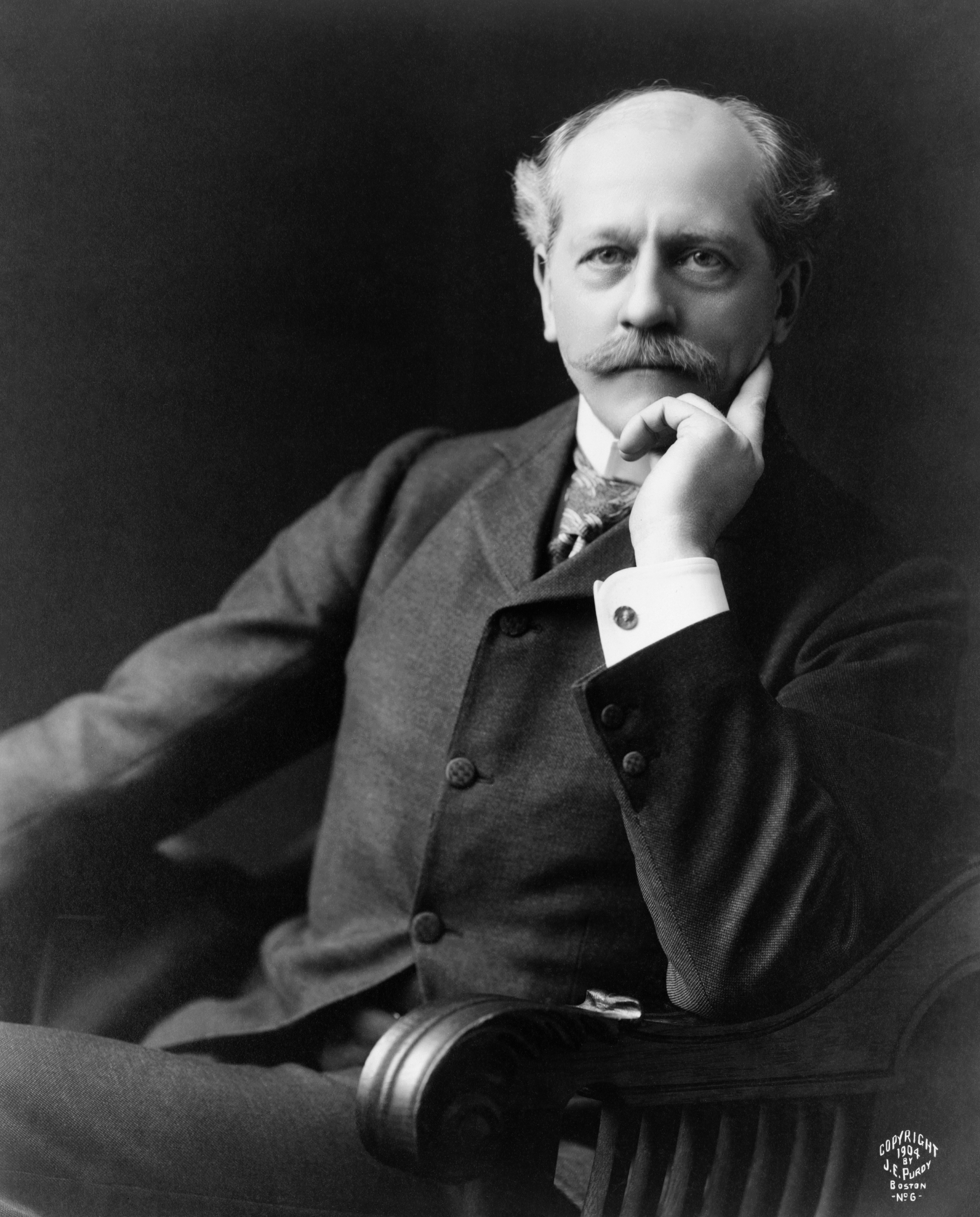
Астроном Персіваль Ловелл. 1904 рік.

Кемпферт висвітлював теорію марсіанських каналів, що розповсюджувалась в 19-ому та на початку 20 століття, відповідно до якої на планеті Марс існували «канали». В 1909 році в «Астрономії», що являла собою перший з 10-и томів серії «Наука — історія Всесвіту», Кемпферт писав, що інформація про поверхню Марса має сприйматись з обережністю через обмежені можливості спостереження за нею. Далі, він зазначив, на підставі спостережень астронома Персіваля Ловелла в його обсерваторії у Флегстаффі, Аризона, що на Марсі спостерігають мережу тонких ліній, які вперше віднайшов італійський астроном Джованні Скіапареллі в 1877 році та назвав їх «каналами». Ці канали, відповідно до Кемпферта, з'єднували полярні сегменти планети з помірними та екваторіальними зонами. Цитуючи Ловелла, Кемпферт писав, що ці канали можуть розглядатись як зрошувальні канави, які направляють талу воду з полюсів до пустельних місцевостей. Кемпферт вказував на те, що канали зникають із наближенням зими та розповзаються з полюсів до екватору влітку. Кемпферт зазначив, що астроном Вільям Пікерінг висунув припущення, що із Землі спостерігаються не самі канали, а рослинність, що обрамляє береги цих каналів, та зникає під час зими і розквітає влітку.

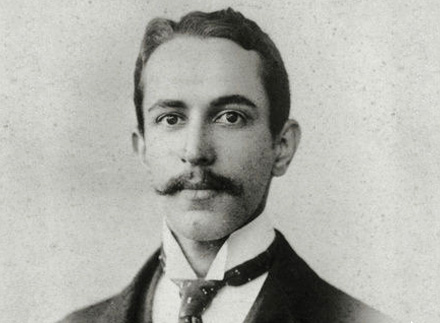
Французький астроном Ежен Антоніаді. 1893 рік.

В 1909 році греко-французький астроном Ежен Антоніаді спостерігав за Марсом впродовж 13-и ночей в період з 20 вересня по 9 листопада 1909 року в Паризькій обсерваторії. Деякі результати своїх спостережень Антоніаді опублікував у статті «Здійснені в Медоні спостереження за планетою Марс» (фр. Observation de la planète Mars faite à Meudon) у французькому науковому журналі Comptes rendus de l'Académie de Sciences. В статті Антоніаді зазначив, що хоча в обсерваторії і спостерігали близько півсотні того, що називають «каналами», тобто сіруватих смуг або ліній, ці спостереження не підтверджували існування геометричної мережі прямих ліній, оскільки, «канали» часто були швидкоплинними і могли спостерігатись лише протягом кількох секунд, або являли собою нерівномірні тіні, вузлуваті обволікання, сірі безформні маси і т. ін.
Спостереження Ежена Антоніаді посилили позицію тих, хто заперечував теорію марсіанських каналів, однак, Персівалю Ловеллу докази спростування теорії не здавались переконливими, і він вказував на те, що великі телескопи, через один з яких Антоніаді спостерігав за Марсом, мали проблему розмиття. Кемпферт також продовжував вказувати на те, що спостереження Антоніаді не спростовують теорію марсіанських каналів. В січні 1916 року він написав листа до New York Times, в якому зазначав, що Антоніаді не був постійним, а лише періодичним спостерігачем за Марсом.  Як і Ловелл, Кемпферт не  довіряв телескопу, через який Антоніаді роздивлявся Марс. Зокрема, Кемпферт вказував на те, що Антоніаді використовував 33-дюймовий телескоп без спеціальних оптичних пристроїв, що покращують спостереження. Посилаючись на Вільяма Пікерінга, іншого прихильника теорії марсіанських каналів, Кемпферт зазначив, що чим більшим є скло телескопа, тим гіршими є умови для спостереження за Марсом: атмосфера постійно «вирує», і це «вирування» запобігає доброму огляду. Він також вказав на те, що спостереження французького астронома Рене Жаррі-Деложа у Франції та Алжирі підтвердили спостереження, зроблені в Обсерваторії Ловелла. Також він писав, що будь-хто, хто бачив фотографії Ловелла «має бути переконаний в реальності каналів». Крім того, Кемпферт намагався пояснити, чому ідея марсіанських каналів деяким здається жахливою: відповідно до Ловелла, вони були результатом праці розумних істот.
Також в 1916 році Кемпферт написав листа до New York Times, в якому заперечував твердження професора Колумбійського університету та інженера Роберта Піла, що з інженерної точки зору було б важко створити канали на Марсі. Зокрема, Кемпферт вказував на те, що чим більше планета, тим важче пересуватись нею. Однак, враховуючи що вага Марса складає одну-дев'яту від ваги Землі, писав Кемпферт, марсіанський носильник міг перенести таку саму вагу, як і земний слон. Кемпферт припустив, що «типовий марсіанин досяг зросту, який на наш погляд є гігантським», тому що Марс не в змозі притягувати його з тією силою, з якою Земля притягує людей. Тому, робить висновок Кемпферт, типовий марсіанин міг би стати дуже успішним копачем каналу, припускаючи, що в нього не має ніякого машинного обладнання. Кемпферт також писав, що не має підстав припускати, що канали на Марсі створювались в розумінні земних масштабів, оскільки Марс був старший за Землю, там міг бути досягнутий більш просунутий рівень цивілізації, який би дозволив створити канали.
В книзі «Наука сьогодні та завтра», опублікованій в 1939, році Кемпферт знову писав про марсіанські канали. Зокрема, він писав, що марсіанські темно-зелені ділянки, що розповсюджуються влітку і стають вохристо-червоними восени, ймовірно, є зонами рослинності. Крім того, він зазначав, що тлумачення марсіанських каналів як інженерних споруд відкриває двері для багатьох припущень. Врешті, обговорюючи можливості космічних досліджень, Кемпферт зазначає, що поки що людству не вдалось залишити Землю, та дослідити характер загадкових марсіанських «каналів».Ті самі твердження повторюються у другому виданні книги в 1945 році.
Теорія марсіанських каналів була остаточно спростована в еру космічних перегонів, коли США запустили в космос в листопаді 1964 року безпілотну космічну станцію Mariner-4: 14 липня 1964 року Mariner-4 наблизилась до Марса та з нього були отримані фотографії поверхні Марса, з яких було видно, що на планеті не було «каналів».

### Екстрасенсорне сприйняття

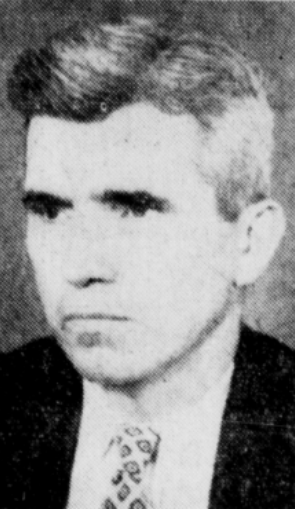
Джозеф Райн, дослідник екстрасенсорного сприйняття. 1958 рік.

Кемпферт був прихильником теорії екстрасенсорного сприйняття, розробленої парапсихологом Джозефом Райном. Він висвітлював тему екстрасенсорного сприйняття на шпальтах New York Times принаймні з 1934 року, коли він почав писати про дослідження Джозефа Райна. Зокрема, Кемпферт пояснив термін «екстрасенсорне сприйняття», відповідно до Райна, — це невідоме за формою сприйняття енергії невідомим способом. Райн вважав, як писав Кемпферт, що в екстрасенсорне сприйняття залучені як нервова система, так і когнітивні процеси. Кемпферт пояснював, що для Райна в екстрасенсорному сприйнятті не було нічого езотеричного, а скоріше, Райн дивився на нього як на невід'ємну частину ментального життя.
В 1937 році Кемпферт здійснив огляд дослідження Райна щодо телепатії та ясновидіння. Райн проводив експерименти з картами, в якому перципієнти мали вгадувати карти. В цьому огляді Кемпферт писав, що Райн зробив екстрасенсорне сприйняття поважною дисципліною, відокремивши його від містицизму та окультизму. Він зазначав, що не може бути сумнівів у цінності дослідження Райна.
В 1940 році Кемпферт написав огляд дослідження, проведеного Праттом, Райном та іншого з приводу екстрасенсорного сприйняття, результати якого були опубліковані в книзі «Екстрасенсорне сприйняття після 60-ти років досліджень» (англ. Extrasensory perception after sixty years).
Він так описував дизайн дослідження: професор Райн підготував колоду з 25-ти карт, що складалась з п'яти частин. В кожній секції було 5 карт з однаковими малюнками — коло, зірка, квадрат, паралельні хвилясті лінії та хрест. Карти ретельно перемішувались, після чого «агент» брав карту та дивився на неї, а перципієнт називав карту. В деяких експериментах, не було «агента», який дивився на карту, а перципієнт просто вгадував карти з колоди, перевернутої малюнками вниз. Іноді «агент» та перципієнт були розділені відстанню 100 футів і, навіть, милями. Деякі перципієнти, зокрема ті, які відрізнялись здатністю віщувати, продемонстрували кращі результати в завданні назвати правильну карту. Кемпферт так підсумував, що, за відсутності фундаментального дефекту в математиці імовірності, можливо тільки два пояснення: або експерименти були здійсненні неналежним чином, або екстрасенсорне сприйняття існує.
Далі Кемпферт писав, що дослідження Райна супроводжуються гіркими сперечаннями. Він зазначав, що математичні розрахунки Райна піддавались сумніву, однак, вказав на те, що Інститут математичних статистиків схвалив математичні методи Райна. Проте, зазначив Кемпферт, все ще залишається критика експериментальних умов. Кемпферт визнавав, що екстрасенсорне сприйняття все ще залишалось суперечливої темою, коли йшлося про психологів, і тому, зазначав він, прихильникам теорії екстрасенсорного сприйняття необхідно скористатись всією можливою допомогою математичних та експериментальних технік. Він далі зробив огляд експериментальних умов і дійшов висновку, що зважаючи на кількість експериментів, неможливо сказати, що правильні відповіді перципієнтів є результатом простого вгадування. Кемпферт підсумовує: якщо експерименти та статистичних аналіз щось означають, то неможливо уникнути висновку, що екстрасенсорне сприйняття існує.
В 1956 році Кемпферт продовжував відстоювати теорію екстрасенсорного сприйняття. Він писав, що вчені, зокрема, фізики, відкидають існування екстрасенсорного сприйняття тому, що його не можна пояснити якимось механізмом, а для вченого має бути певна формула, специфікація, яку можна було б відтворити. Водночас, Кемпферт вказує на те, що докази, зібрані Райном та іншими на користь існування екстрасенсорного сприйняття настільки вражаючі, що їх неможна відкидати тільки через те, що вони не вміщуються в рамки фізичної науки. Він зазначає, що наука не має права бути скептичною щодо досліджень Райна, і що не має сумнівів в тому, що існує феномен, який називають екстрасенсорним сприйняттям, і що потрібне ретельне дослідження здібностей розуму.
Серед сучасних науковців зберігається скептицизм щодо існування екстрасенсорного сприйняття через сумніви в солідності дизайну Райнових досліджень. Американський математик і популяризатор науки Мартін Гарднер писав, що результати досліджень Райна не вдавалось відтворити, а також, що Райн не доповідав про невдалі результати досліджень.